# Іманалієв Муратбек Сансизбайович
Муратбек Сансизбайович Іманалієв (25 лютого 1956, Фрунзе) — киргизький державний і політичний діяч, Міністр закордонних справ Киргизстану (1991-1992, 1997-2002), Генеральний секретар ШОС (2010—2012). Лідер Партії справедливості і прогресу.

## Життєпис
Народився 25 лютого 1956 року в місті Фрунзе. У 1978 році закінчив Інститут країн Азії та Африки, у 1982 — аспірантуру Інституту сходознавства Академії наук СРСР, спеціальність історик-сходознавець, референт-перекладач китайської мови. Кандидат історичних наук (1984). Володіє англійською, китайською та російською мовами.
У 1982—1991 рр. — Другий секретар, глава департаменту, в.о. заступника міністра в Міністерстві закордонних справ Киргизької РСР;
У 1991—1992 рр. — Міністр закордонних справ Киргизької Республіки;
У 1992—1993 рр. — Радник Посольства РФ в Китайські Народні Республіці;
У 1993—1996 рр. — Посол Киргизької Республіки в Китайські Народні Республіці;
У 1996—1997 рр. — Завідувач міжнародним відділом адміністрації Президента Киргизької Республіки;
У 1997—2002 рр. — Міністр закордонних справ Киргизької Республіки;
У 2002—2007 рр. — Професор Американського університету в Центральній Азії (АУЦА);
У 2005—2009 рр. — Президент Інституту громадської політики;
З січня до жовтня 2009 — Радник Президента Киргизстану;
З 1 січня 2010 по 31 грудня 2012 рр. — Генеральний секретар Шанхайської організації співробітництва.
в.о. професора факультету міжнародних відносин і права Дипломатичної академії Міністерства закордонних справ Киргизстану

## Дипломатичний ранг
- Надзвичайний і Повноважний Посланник СРСР першого класу, Надзвичайний і Повноважний Посол Киргизької Республіки.

## Автор публікацій
- Автор понад 100 публікацій в Китаї, Туреччині, Індії, Казахстані та Киргизстані та РФ.
- Книга «Незакінчений діалог», І.А.Абдуразаков,  М.С.Іманалієв[7]
- Иманалиев, Муратбек Сансызбаевич. Притяншанские киргизы во второй половине XVIII и первой четверти XIX вв. (по китайским источникам) : диссертация ... кандидата исторических наук : 07.00.07. - Ленинград, 1984. - 167 c. : ил. Этнография, этнология и антропология OD 61 85-7/180[8]

## Нагороди та відзнаки
- Орден «Манас» III ступеня (1999)
- Почесна грамота Киргизької Республіки